# Borja Barragué Calvo
Borja Barragué Calvo (San Sebastián, 1981) es un profesor, escritor e investigador español. 
Es licenciado en Derecho y en Ciencias Políticas y se ha especializado en filosofía del derecho. Es profesor de la UNED y codirector del think tank Future Policy Lab.

## Biografía
Ha trabajado como profesor de Filosofía del Derecho en la Universidad Autónoma de Madrid, y como investigador de la Facultad de Economía en la Universidad del País Vasco. Entre 2018 y 2019 fue asesor de políticas públicas en el Ministerio de Sanidad, Consumidores y Bienestar Social.
Es autor de numerosos artículos científicos y divulgativos sobre políticas sociales y filosofía política analítica. También colabora con medios de comunicación, como Televisión Española (La hora de La 1 ).

## Publicaciones
- El régimen de garantía de ingresos mínimos en España: una propuesta de revisión (Fundación Alternativas, 2012) ISBN 978-84-92957-95-8
- El impuesto sobre sucesiones como medio para conseguir una mayor igualdad de oportunidades (Fundación Alternativas, 2017) ISBN 978-84-15860-59-4
- Desigualdad e igualitarismo predistributivo (Centro de Estudios Políticos y Constitucionales, 2017) ISBN 978-84-259-1726-4
- Larga vida en la socialdemocracia: cómo evitar que el crecimiento de la desigualdad acabe con la democracia (Editorial Ariel, 2019) ISBN 9788434431010

## Premios y reconocimientos
En 2020 ganó el Premio Euskadi de Literatura, en la categoría de ensayo en castellano por la obra Larga vida en la socialdemocracia (Editorial Ariel).